# Bruce Boudreau
Bruce Allan Boudreau (Toronto, 9 gennaio 1955) è un allenatore di hockey su ghiaccio ed ex hockeista su ghiaccio canadese di ruolo centro, capo allenatore dei Vancouver Canucks.
Boudreau vinse il Jack Adams Award come miglior allenatore alla guida dei Washington Capitals nella stagione 2007–08.

## Carriera

### Club
Boudreau ebbe una lunga carriera nelle leghe minori nordamericane, dove fu uno dei giocatori più prolifici di sempre, soprattutto nella American Hockey League (AHL). Trascorse la sua carriera giovanile con i Toronto Marlboros, squadra della Ontario Hockey Association (OHA), mettendo a segno 365 punti in sole tre stagioni disputate. Nell'ultima stagione totalizzò 165 punti al termine della stagione regolare, mentre nei playoff raccolse 44 punti in 27 partite. Con i Marloboros conquistò il titolo della Memorial Cup. Fu premiato inoltre con l'Eddie Powers Memorial Trophy, premio assegnato al miglior cannoniere della lega.
Nel 1975 Boudreau fu selezionato al terzo giro, in 42ª posizione assoluta, dai Toronto Maple Leafs. Il giocatore tuttavia non strinse un accordo con la franchigia canadese, preferendo giocare la stagione 1975-76 con i Minnesota Fighting Saints nella World Hockey Association. Durante la sua permanenza con i Johnstown Jets Boudreau ricoprì un ruolo minore nel film Colpo secco, dove interpretò il giocatore numero 7 dei Presidents, avversari dei Chiefs dei fratelli Hanson.
A partire dalla stagione successiva entrò a far parte dell'organizzazione dei Maple Leafs, militando soprattutto nelle formazioni affiliate nelle serie minori. Dopo alcuni trascorsi a Dallas, nel Nuovo Brunswick e a St. Catharines, Boudreau si contraddistinse nella sua permanenza con i Springfield Indians, dove vinse il John B. Sollenberger Trophy nella stagione 1987–88. Altre località nelle quali giocò furono Fort Wayne e la Nuova Scozia. La principale esperienza in NHL con la maglia di Toronto fu nel 1981, quando per sostituire un giocatore infortunato giocò 39 partite con 10 reti e 14 assist. Rimase uno dei giocatori più forti delle serie minori fino al suo ritiro, avvenuto nel 1992.

### Allenatore
Dopo aver concluso la carriera da giocatore Boudreau iniziò la carriera da allenatore. Iniziò nelle serie minori nordamericane con i Muskegon Fury, i Fort Wayne Komets, i Mississippi Sea Wolves, i Lowell Lock Monsters, i Manchester Monarchs e gli Hershey Bears.
Sotto la guida di Boudreau gli Hershey Bears nella stagione 2005-2006 conquistarono la Calder Cup della American Hockey League. I Bears riuscirono ad arrivare alle finali della Calder Cup anche l'anno successivo, dove tuttavia furono sconfitti dagli Hamilton Bulldogs.
In precedenza Boudreau aveva guidato i Mississippi Sea Wolves alla conquista del campionato dell'ECHL nel 1999, mentre alla guida dei Fort Wayne Komets era giunto nel 1994 alle finali della IHL. Boudreau fu premiato nella stagione 1993-94 con il Commissioner's Trophy come miglior allenatore della lega.
Boudreau fece il suo esordio su una panchina della National Hockey League con i Washington Capitals il 22 novembre 2007, con un contratto ad-interim; il 26 dicembre fu confermato fino al termine della stagione. Concluse la sua prima stagione con 87 punti, mentre la squadra al momento del suo ingaggio contava 13 punti dopo 21 partite. Sotto la gestione di Boudreau nella stagione 2007-2008 i Capitals vinsero per la prima volta il titolo della Southeast Division in sette anni, riportando la formazione ai playoff dopo cinque stagioni. Al termine della stagione vinse il Jack Adams Award come miglior allenatore della NHL.
Boudreau continuò ad ottenere successi anche nella stagione 2008-09, chiudendo la stagione regolare con un record di 50–24–8, per un totale di 108 punti, sufficienti per vincere il secondo titolo della Southeast Division ed il secondo posto nella Eastern Conference.
Nella stagione 2009-10, la terza sulla panchina dei Capitals, Boudreau guidò Washington ad un record di 54–15–13, per un totale di 121 punti. Oltre al terzo titolo divisionale e al primo posto nella Eastern Conference la formazione conquistò la prima Presidents' Trophy della sua storia. Il successo della stagione regolare non si ripeté nei playoff, dove Washington fu eliminata dai Montreal Canadiens in 7 partite, dopo essere stati in vantaggio per 3-1 nella serie. Anche nella stagione 2010-11 Washington vinse i titoli di Division e Conference, prima di essere eliminata al secondo turno dei playoff per 4-0 contro i Tampa Bay Lightning.
Dopo un inizio convincente nella stagione 2011-12, i Capitals vinsero solo 4 partite su 13 nel mese di novembre. Anche a causa del calo di prestazioni delle stelle Aleksandr Ovečkin e Aleksandr Sёmin la panchina di Boudreau fu messa in discussione, fino al suo licenziamento il 28 novembre 2011. Nell'era moderna della NHL Boudreau fu l'allenatore a raggiungere le 200 vittorie nel minor periodo di tempo. Fu sostituito dall'ex capitano dei Capitals Dale Hunter, fino ad allora allenatore dei London Knights, squadra della OHL. Due giorni più tardi gli Anaheim Ducks ingaggiarono Boudreau per sostituire l'allenatore uscente Randy Carlyle. L'11 maggio 2012 ricevette un rinnovo biennale del contratto con la franchigia californiana.
Il 29 aprile 2016 venne eliminato ai playoff in Gara-7 per la quarta volta consecutiva dopo altrettanti titoli divisionali e per questo fu licenziato dai Ducks, ma dopo pochissimi giorni il 7 maggio venne immediatamente ingaggiato dai Minnesota Wild.

## Palmarès

### Giocatore

#### Club
- Calder Cup: 1

Adirondack: 1991-1992
- Memorial Cup: 1

Toronto: 1974-1975
- Ontario Hockey League: 1

Toronto: 1974-1975

#### Individuale
- AHL Hall of Fame: 1

2009
- Eddie Powers Memorial Trophy: 1

1974-1975 (165 punti)
- CHL Second All-Star Team: 1

1981-1982
- John B. Sollenberger Trophy: 1

1987-1988 (116 punti)
- Fred T. Hunt Memorial Award: 1

1987-1988

### Allenatore

#### Club
- Calder Cup: 1

Hershey: 2005-2006
- ECHL: 1

Mississippi: 1998-1999

#### Individuale
- Jack Adams Award: 1

Washington: 2007-2008
- Commissioner's Trophy: 1

Fort Wayne: 1993-1994